# Stanisław Duczymiński
Stanisław Duczymiński z Duczymina herbu Rogala – starosta doliński i ostrołęcki.

## Życiorys
Syn Pawła Duczymińskiego, starosty janowskiego. Brał udział w wojnach z Rosją, Prusami i Imperium Osmańskim. W 1633 zakupił wieś Mianowo. W 1643 został starostą dolińskim. Uczestniczył w rozbiciu sejmiku w Ostrowi w 1645, za co tego samego roku sejm skazał go na infamię. Utracił wtedy starostwo ostrołęckie, które przeszło na jego żonę Zofię z Szujskich. Został przywrócony do czci przez sejm w 1646. 19 grudnia 1646 Władysław IV przywrócił go na dożywocie na starostwie ostrołęckim, które objął wraz z żoną. W skład starostwa wchodziły wsie: Szkwa, Budne, Dylewo, Dąbrowy, Lipniki, folwarki Pomian i Omulew oraz młyny na Narwi, Omulwi i na Szkwie we wsi Tartak. Z dochodów ze starostwa miał opłacać corocznie duplę kwarty do skarbu rawskiego. W tym samym miesiącu małżonkowie scedowali wsie Lipniki i Tartak na rzecz starosty łomżyńskiego Hieronima Radziejowskiego. W 1647 otrzymał od swoich braci Bartłomieja i Jana oraz bratanków Zygmunta i Stefana dobra w ziemi ciechanowskiej: Duczymino Stare i Duczymino-Nowa Wieś, Wasiły, Weracka i Bobrowko wraz ze wszystkimi dochodami.
W 1648 Stanisław wraz z synem Wojciechem podpisali elekcję Jana Kazimierza jako posłowie ziemi łomżyńskiej.